# 星期日泰晤士報
《星期日泰晤士報》（英語：The Sunday Times），英國的一份於每星期日出刊的報紙。其姊妹報紙為逢星期一至六出版的《泰晤士報》。
《星期日泰晤士報》也有出版愛爾蘭共和國的版本，不過其與《愛爾蘭時報》沒有直接關聯。《星期日泰晤士報》由時報報業公司（Times Newspapers Ltd）出版，而該公司又是新聞集團的下屬企業。

## 歷史
《星期日泰晤士報》創刊於1821年，最初的名稱是The New Observer（《新觀察家》），不過這家報紙和《觀察家報》（Observer）沒有任何關係，後更名為The Independent Observer（《獨立觀察家》）。1822年再更改為現在的名字。
1981年，《星期日泰晤士報》被傳媒大亨默多克的新聞集團收購。

## 外部連結
- 官方網站 （页面存档备份，存于）